# ミラクル開拓団
『カタ破り情報番組 ミラクル開拓団』（カタやぶりじょうほうばんぐみ ミラクルかいたくだん）は、テレビ信州 (TSB) で放送されていた情報番組。通常、「ミラクル開拓団」と呼ばれていた。ハイビジョン制作。

## 概要
2006年4月にスタートした自社製作の情報番組。「何が起こるかわからない30分」というコンセプトのもと、司会者が明治維新の格好に扮し、視聴者からの情報を頼りに長野県のあらゆる情報をジャンルを問わずに伝えていた。
番組は2007年9月29日に終了。この番組が放送されていた枠はその後、日本テレビとの同時ネット枠になった。

## 放送時間
- 毎週土曜 17:30 - 18:00

## 出演者
- 中村守（当時TSBアナウンサー）
- 飛田厚史（当時TSBアナウンサー）
- ほか、「団員」と呼ばれる番組ディレクターがリポーターを務めていた。